# CFMA Louisiane
 (mars 2024).
Si vous disposez d'ouvrages ou d'articles de référence ou si vous connaissez des sites web de qualité traitant du thème abordé ici, merci de compléter l'article en donnant les références utiles à sa vérifiabilité et en les liant à la section « Notes et références ».
La Cajun French Music Association, en abrégé la CFMA, est une organisation a but non lucratif, ouverte à tous, dont l'objectif consiste à promouvoir et à préserver la Musique cadienne et divers aspects de l'héritage culturel Acadien en Louisiane.
La CFMA organise chaque année LeCajun Awards, qui sont les Grammy Awards de la Musique cadienne. Des groupes originaires de Louisiane ou non, y concourent pour les titres de Meilleur Orchestre, Meilleur violoneux, Meilleur accordéoniste, Meilleur enregistrement et bien d'autres encore. 
La CFMA s'est dotée de son propre Temple de la renommée dans la ville d'Eunice, dans la Paroisse de Saint-Landry, l'une des 22 qui composent la région de l'Acadiane en Louisiane.

## Histoire et organisation

### Histoire
La CFMA a été créée en novembre 1984, par Harry LaFleur d'Eunice et une trentaine de premiers adhérents. Elle comprend aujourd'hui 2000 familles, dont la plupart entendent maintenir la langue cadienne authentique, et divers aspects de leur héritage culturel dont la musique cadienne fait partie.

### Organisation et activités
La CFMA fédère dans une structure nationale des associations locales qui sont nommées Chapitres (Chapter). Il existe sept chapitres en Louisiane, trois chapitres dans la région cadienne du Sud-Est du Texas, et un à Chicago, Illinois.
La structure fédérale (National Governing Body) est composée de deux membres de chacun des chapitres qui supervisent les aspects constitutionnels et légaux de l'activité des associations.